# Município de Trumbull (condado de Ashtabula, Ohio)
O município de Trumbull (em inglês: Trumbull Township) é um município localizado no condado de Ashtabula no estado estadounidense de Ohio. No ano de 2010 tinha uma população de 1.408 habitantes e uma densidade populacional de 21,17 pessoas por km².

## Geografia
O município de Trumbull encontra-se localizado nas coordenadas 41° 41′ 23″ N, 80° 56′ 53″ O. Segundo a Departamento do Censo dos Estados Unidos, o município tem uma superfície total de 66.5 km², da qual 66.47 km² correspondem a terra firme e (0.04%) 0.03 km² é água.

## Demografia
Segundo o censo de 2010, tinha 1.408 habitantes residindo no município de Trumbull. A densidade populacional era de 21,17 hab./km². Dos 1.408 habitantes, o município de Trumbull estava composto pelo 96.73% brancos, o 1.21% eram afroamericanos, o 0.21% eram amerindios, o 0.14% eram asiáticos, o 0.14% eram insulares do Pacífico, o 0.28% eram de outras raças e o 1.28% pertenciam a duas ou mais raças. Do total da população o 1.56% eram hispanos ou latinos de qualquer raça.